# Eixample
L'Eixample (en castillan : Ensanche) est l'un des dix districts (district no II) de la ville de Barcelone (Catalogne). Son nom signifie en français « Extension », « Élargissement » ou « Agrandissement ». Il constitue en effet la plus vaste extension urbaine planifiée de Barcelone. Sa création date de 1859 lors de la mise en œuvre du plan Cerdà de l'urbaniste Ildefons Cerdà.
Le district est constitué des quartiers suivants : Fort Pienc, Sagrada Família, Dreta de l'Eixample, L'Antiga Esquerra de l'Eixample, La Nova Esquerra de l'Eixample et Sant Antoni.

## Localisation
Le district est situé au centre de la ville de Barcelone.

Localisation du district de la Ciutat Vella dans Barcelone.

## Un fort besoin d’extension

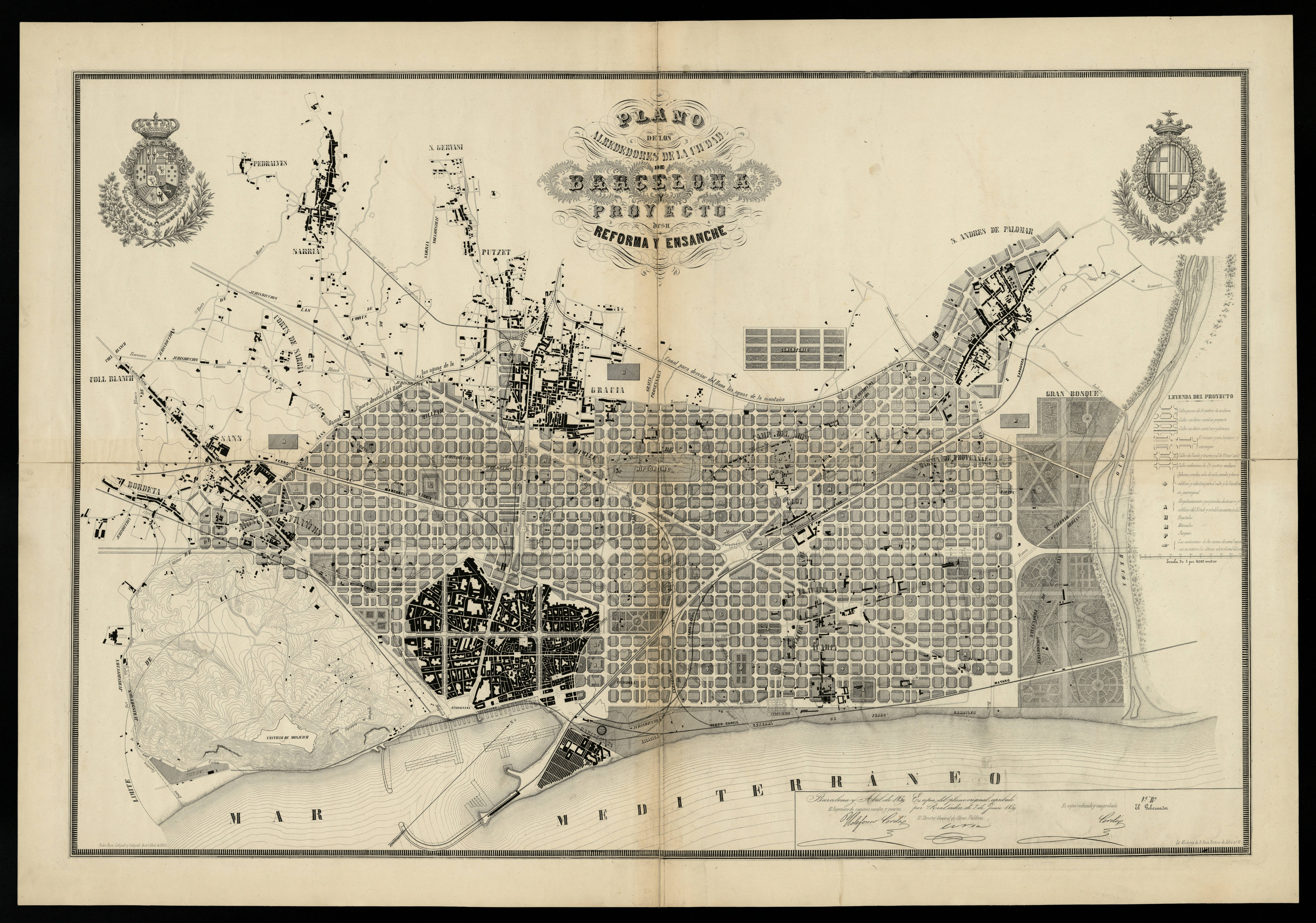
Le plan de 1859 du projet de Cerdà

Jusqu'au milieu du XIXe siècle, le développement de la ville de Barcelone s'est limitée à un renouvellement du tissu urbain de son centre médiéval, cerné par des fortifications, propriétés de l'armée. Le déclassement de ces dernières, jugées obsolètes, permet à la ville d'envisager un développement hors les murs. 
En 1859, le gouvernement central de Madrid adopte le plan de développement de l'ingénieur Ildefons Cerdà. Les notables barcelonais, refusant la décision de Madrid, organisent un concours entre les architectes les plus réputés de Catalogne. Antoni Rovira i Trias l'emporte en proposant un plan de ville radio-concentrique. Le gouvernement central d'Isabelle II persiste cependant à considérer son plan comme nettement plus moderne et ouvert et impose, non sans difficultés, le projet Eixample de Cerdà aux Barcelonais.

## Un urbanisme rationalisé

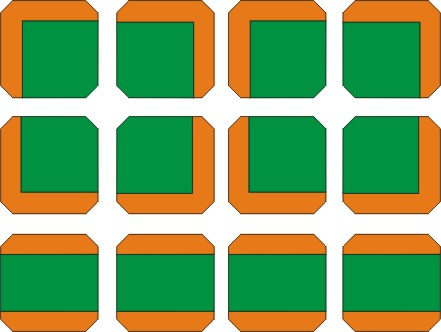
Distribution initiale du bâti (orange) au sein des îlots

Ce projet est basé sur une répétition sérielle homogène.  Les îlots d'habitation sont vastes et carrés (113,3 mètres sur 113,3 mètres) avec pour particularité des coins à 45 degrés. La trame de la ville est par conséquent à angle droit. Le biseautage des îlots permet la constitution de placettes à chaque angle de rue et cela était également conçu pour faciliter les virages pour les « machines à vapeur mobiles » qu'imaginait Cerdà. La plupart des rues sont larges de 20 mètres, mais les principales font 30 voire 50 mètres de large. Seuls quelques axes majeurs traversent la ville sans respecter la trame orthogonale, mais toujours en ligne droite. Un château d'eau est construit en 1870 sur les plans de l'architecte Josep Oriol Mestres et de l'ingénieur Antoni Darder pour distribuer de l'eau potable aux premiers bâtiments du nouveau quartier.
La proposition de Cerdà pour la nouvelle Barcelone est évidemment une réponse radicale aux difficultés du centre-ville, étriqué, engorgé et aux conditions d'hygiène médiocres. Mais la densité envisagée initialement de 250 habitants à l'hectare ne pourra être maintenue, et en 1890, elle atteindra le nombre de 1 400 et en 1925, le nombre de 2 000, car des logements seront ajoutés en hauteur et en profondeur et dans les cas extrêmes, même les cours intérieures seront bâties.

## Un nouveau visage pour Barcelone
La construction de ce quartier s'étalera jusqu'au début du XXe siècle. Les architectures employées seront un fidèle reflet de modes de l'époque, avec notamment une présence ponctuelle, mais significative du modernisme (modernismo), branche catalane de l'Art nouveau. Antoni Gaudí y réalisera une grande partie de ses œuvres, notamment la Sagrada Família, la Casa Milà et la Casa Batlló.
L'architecture du modernisme étant particulièrement expressive, la coexistence de plusieurs œuvres peut créer certaines dissonances, notamment dans un contexte où l'homogénéité représentait la règle. C'est ainsi le cas pour ce que les Barcelonais nomment la Illa de la Discòrdia (« l'îlot de la discorde »), où sont juxtaposés la Casa Batlló, la Casa Amatller de Josep Puig i Cadafalch et la Casa Lleó Morera de Lluís Domènech i Montaner.
Finalement, le projet de Cerdà envisageait de multiplier la surface du centre ville barcelonais de 1850 par dix. Cette extension s'inscrit dans un mouvement plus large au XIXe siècle dans toute l'Europe où les villes, sous l'impulsion de la révolution industrielle, voient leur population se démultiplier et sont confrontées au souci de maîtriser cette croissance. Parmi ces extensions planifiées du XIXe siècle, on peut citer la Neustadt de Strasbourg ou l'extension de Lyon à l'est du Rhône, avec notamment le quartier de la Guillotière restructurée.

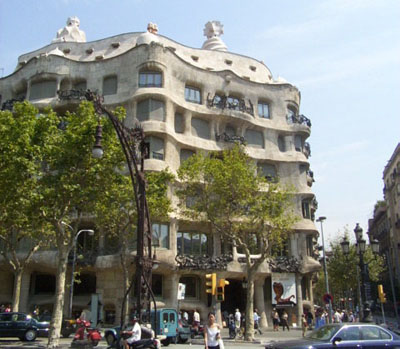
La Casa Milà, dans le quartier de l'Eixample
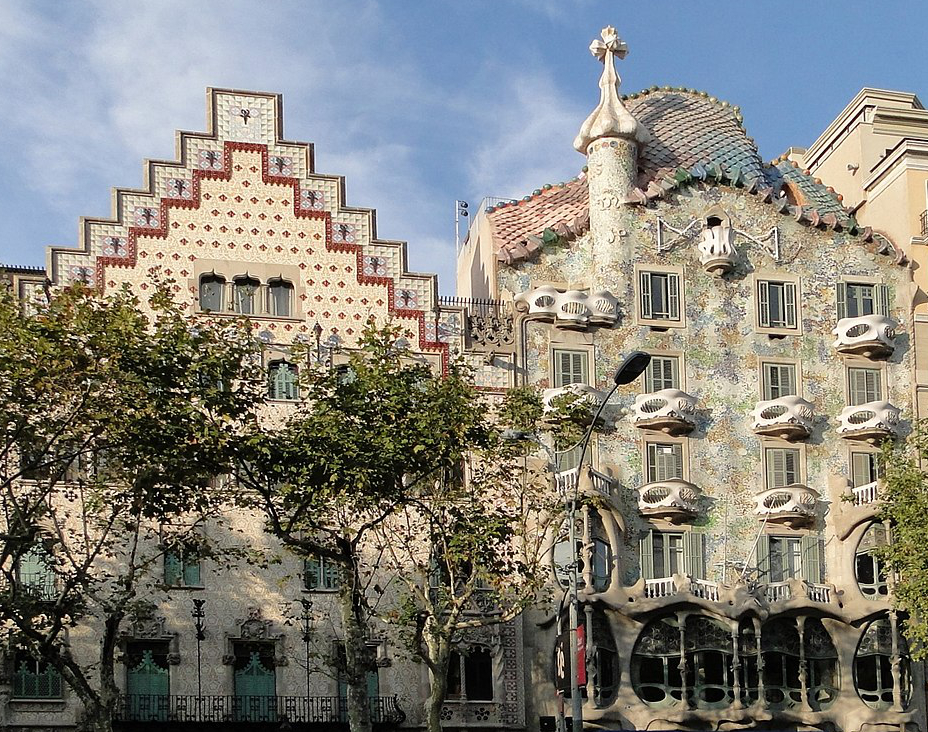
Casa Amatller et Casa Batlló
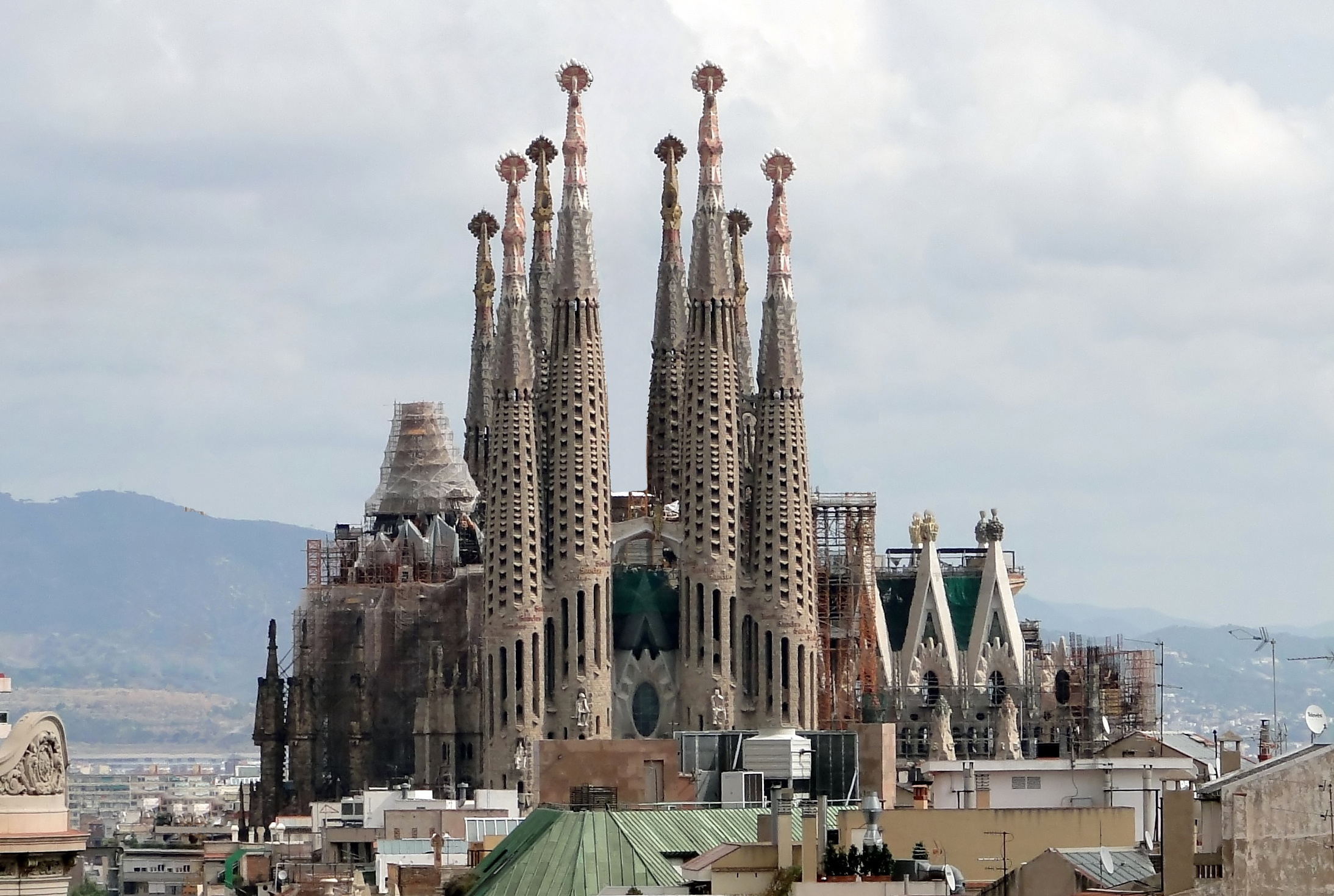
Sagrada Família
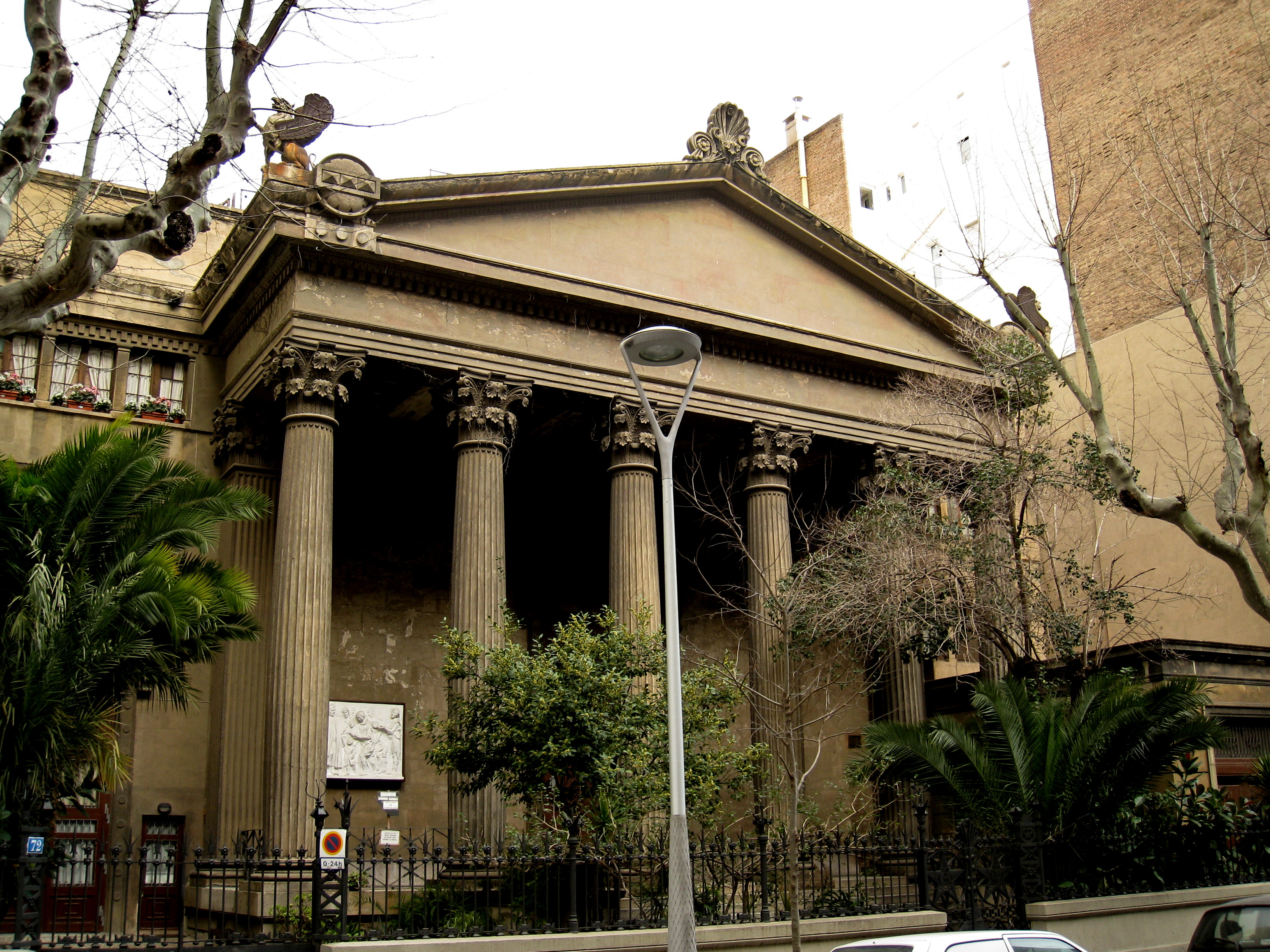
L'atelier Masriera
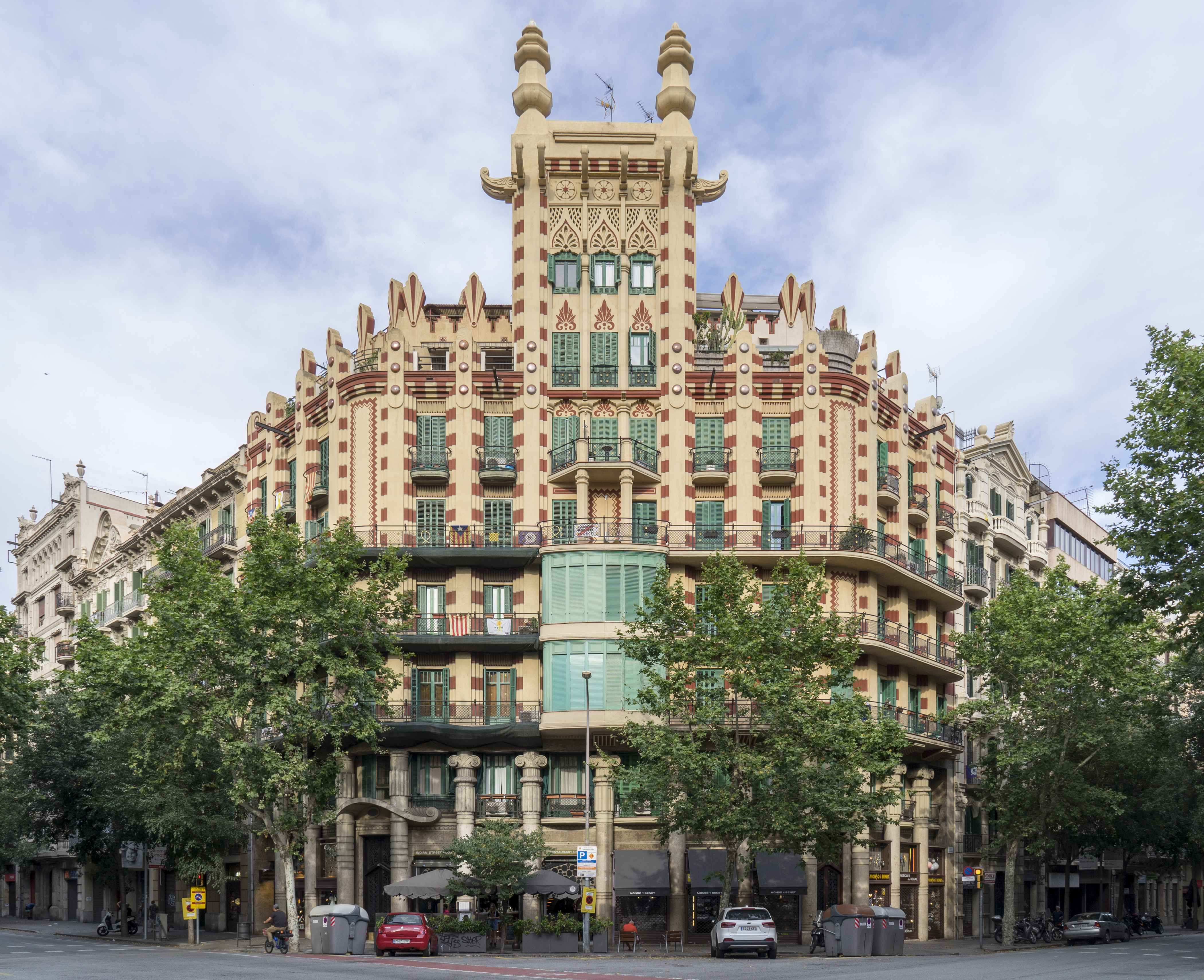
Casa Ferran Guardiola, 1929, à l'angle de la  rue du Conseil-des-Cent et de la rue Mundaner
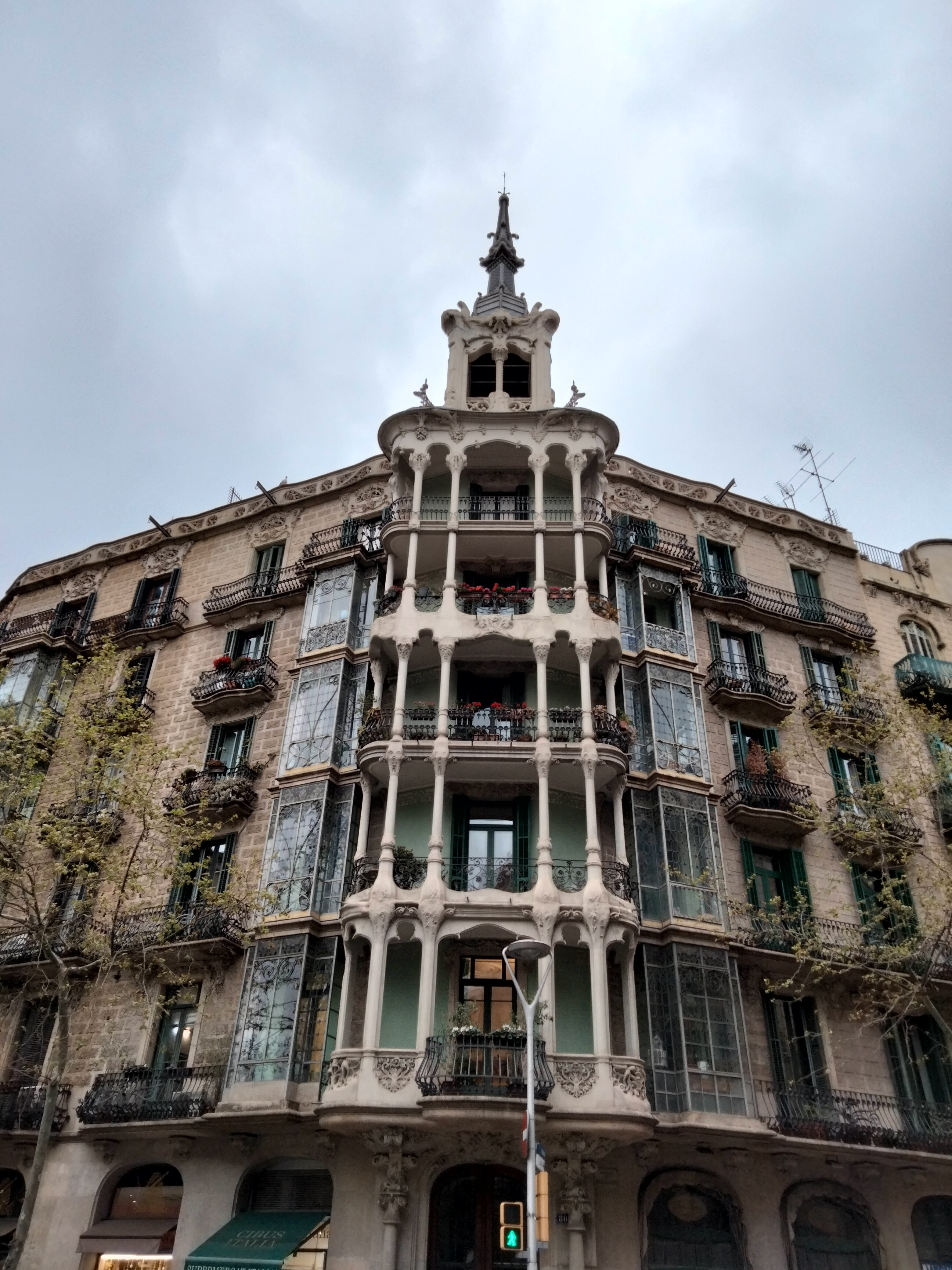
Cases Josefa Villanueva
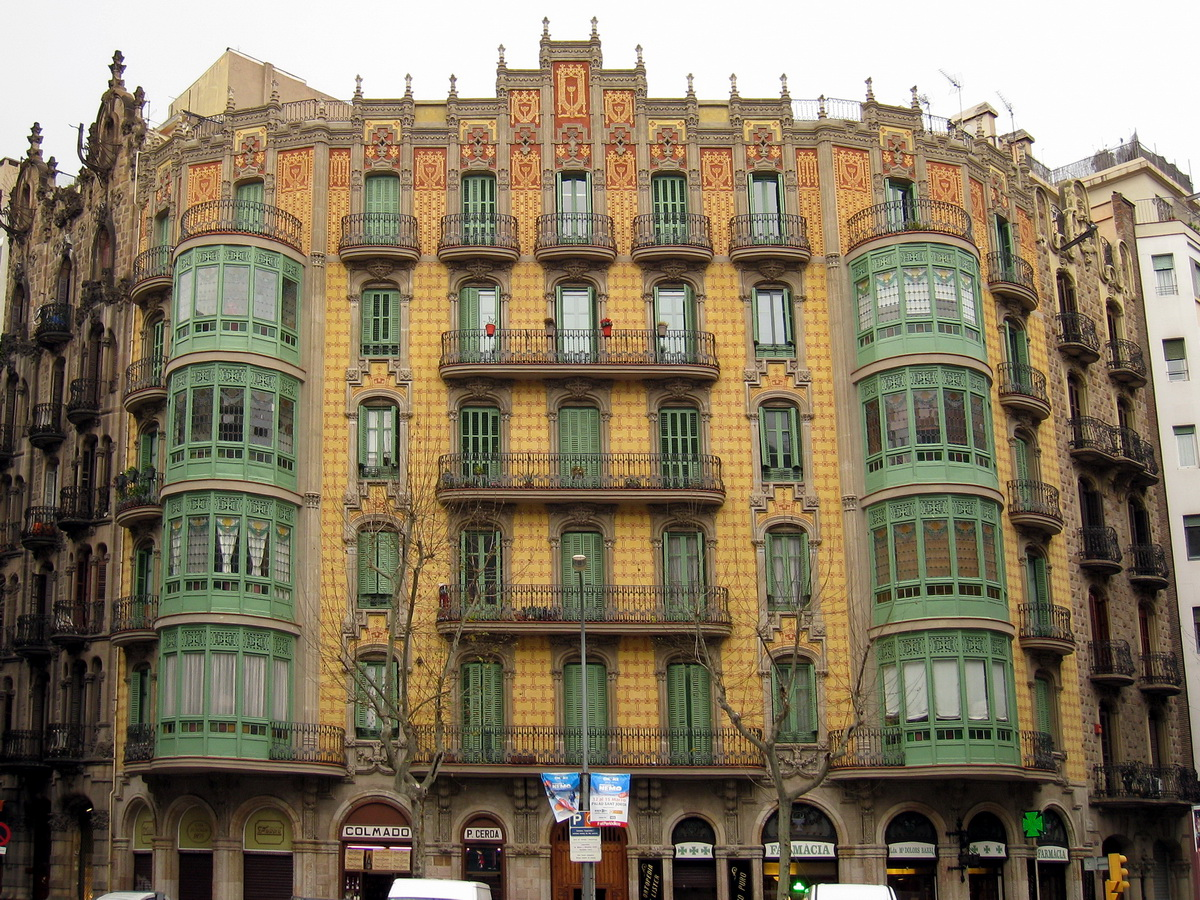
Cases Torres Germans, 1908

### Plan Cerdà

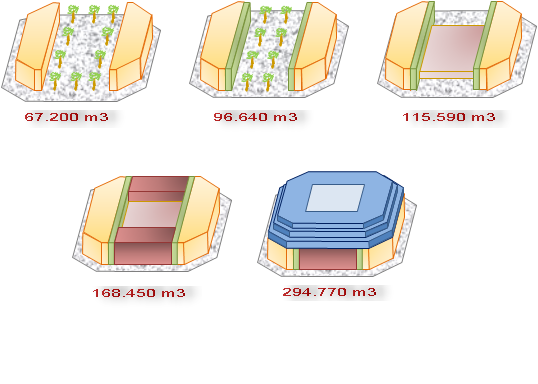
Évolution de la structure des îlots depuis leur conception jusqu'à nos jours.

Cerda avait prévu des avenues de 20 mètres de large, avec des croisements octogonaux de 20 mètres de côté.
Cerda avait prévu des espaces verts: les blocs carrés aux angles biseautés ne devaient initialement être construits que de deux côtés, avec seulement 5 000 mètres carrés sur les 12 500 mètres carrés d'ilot construit. Différentes réformes ont modifié cette norme, les dernières en date permettant de construire à 28 mètres de hauteur et 28 mètres de profondeur, de sorte que le jardin initial soit réduit à une cour intérieure carré de 24 mètres de côté.

## Personnalités liées au quartier
- Paulina Òdena García (1911-1936), femme politique et milicienne de la guerre d'Espagne;
- Montserrat Roig (1946-1991), écrivaine et journaliste[3];
- Victoria Luengo (1990-), actrice[4];